# Diecéze moulinská
Diecéze moulinská (lat. Dioecesis Molinensis, franc. Diocèse de Moulins) je francouzská římskokatolická diecéze. Leží na území departementu Allier, jehož hranice přesně kopíruje. Sídlo biskupství i katedrála Notre-Dame de Moulins se nachází v Moulins. Moulinská diecéze je součástí clermontské církevní provincie.
Od 14. února 2013 je diecézním biskupem Mons. Laurent Percerou.

## Historie
Moulinská diecéze byla zřízena 27. července 1817, jako sufragánní diecéze arcidiecéze Sens.
Od 8. prosince 2002 je sufragánní diecézí clermontské arcidiecéze.